# 萌芽之雨
《萌芽之雨》（日语：芽ぐみの雨）是歌手的第21隻單曲，於2020年7月15日正式發行。

## 概要
「萌芽之雨」是動畫《果然我的青春戀愛喜劇搞錯了。完》的片頭曲，設初回限定盤（GNCA-0606）和通常盤（GNCA-0607）兩種版本。初回限定盤包含音樂MV及其製作花絮。
本單曲原定於2020年5月13日發行，但受COVID-19所影響而延期至7月15日發行。
而的90秒版本亦於4月10日0時起先行配信。

## 銷售紀錄
單曲發行當日一度位處當日的第6位，而發售首週則獲得第7位，並在首週於日本Billboard HOT100中取得了第88位。

## 收錄曲目
| CD   | CD               | CD         | CD         | CD   |
| 曲序 | 曲目             | 作曲       | 编曲       | 时长 |
| ---- | ---------------- | ---------- | ---------- | ---- |
| 1.   |                  | 北川勝利   | 北川勝利   | 4:41 |
| 2.   |                  | やなぎなぎ | やなぎなぎ | 3:42 |
| 3.   | ［Instrumental］ | 北川勝利   | 北川勝利   | 4:39 |
| 4.   | ［Instrumental］ | やなぎなぎ | やなぎなぎ | 3:41 |

## 外部連結
- やなぎなぎ官方網站 （页面存档备份，存于） （日語）